# Commodores
The Commodores es un grupo estadounidense, conocido por su estilo musical funk/soul, que destacó en las décadas de 1970 y 1980. Se formaron en Detroit en 1968, y al año firmaron contrato con Motown Records. En 2003 fueron incluidos en el Salón de la Fama de los Grupos Vocales.

## Historia
El grupo es conocido por baladas como Easy, Still y Three Times A Lady, aunque grabó principalmente funk y música bailable en temas como Brick house, Say Yeah, Fancy Dancer, Too Hot Ta Trot, Nightshift, entre otros.
Los álbumes Caught in the Act, Movin' On y Hot On The Tracks, de 1975 y 1976, son considerados como la cima de su período funk. Después de esas grabaciones, la banda se orientó hacia la música suave.
El tema Oh No (compuesto por Richie) fue utilizado en la película The Last American Virgin. Mientras que Machine Gun, composición instrumental del álbum de debut del grupo, se convirtió en tema principal de eventos deportivos.
En 1982, Lionel Richie dejó la banda. Asumieron entonces como voces principales J.D. Nicholas, excantante del grupo Heatwave, y el baterista Walter Orange. Luego de la partida de Richie, el grupo decayó, aunque en este período llegaría a obtener su único premio Grammy  por el tema Nighshift (un tributo a Marvin Gaye y a Jackie Wilson).
Con el tiempo, los miembros fundadores fueron abandonando la banda. McClary la dejó en 1982, justo después que Lionel Richie, para hacer carrera como solista y desarrollar una compañía de música góspel. McClary fue reemplazado por el guitarrista y cantante Sheldon Reynolds, quien permaneció en el grupo hasta 1987, año en que migró a la banda Earth, Wind & Fire. Ronald LaPread dejó el grupo en 1986 para irse a Nueva Zelanda. Milan Williams, por su parte, abandonó la banda en 1989.
Así el grupo abandonó por completo sus raíces funk y buscó escenarios más comerciales.

## Miembros
- Lionel Richie (1949-): piano, saxo y voz
- William King (1949-): trompeta
- Thomas McClary (1950-): guitarra líder
- Milan Williams (1948-2006): teclados y guitarra
- Ronald LaPread (1946-): bajo y trompeta
- Walter Orange (1946-): batería y voz

## Discografía

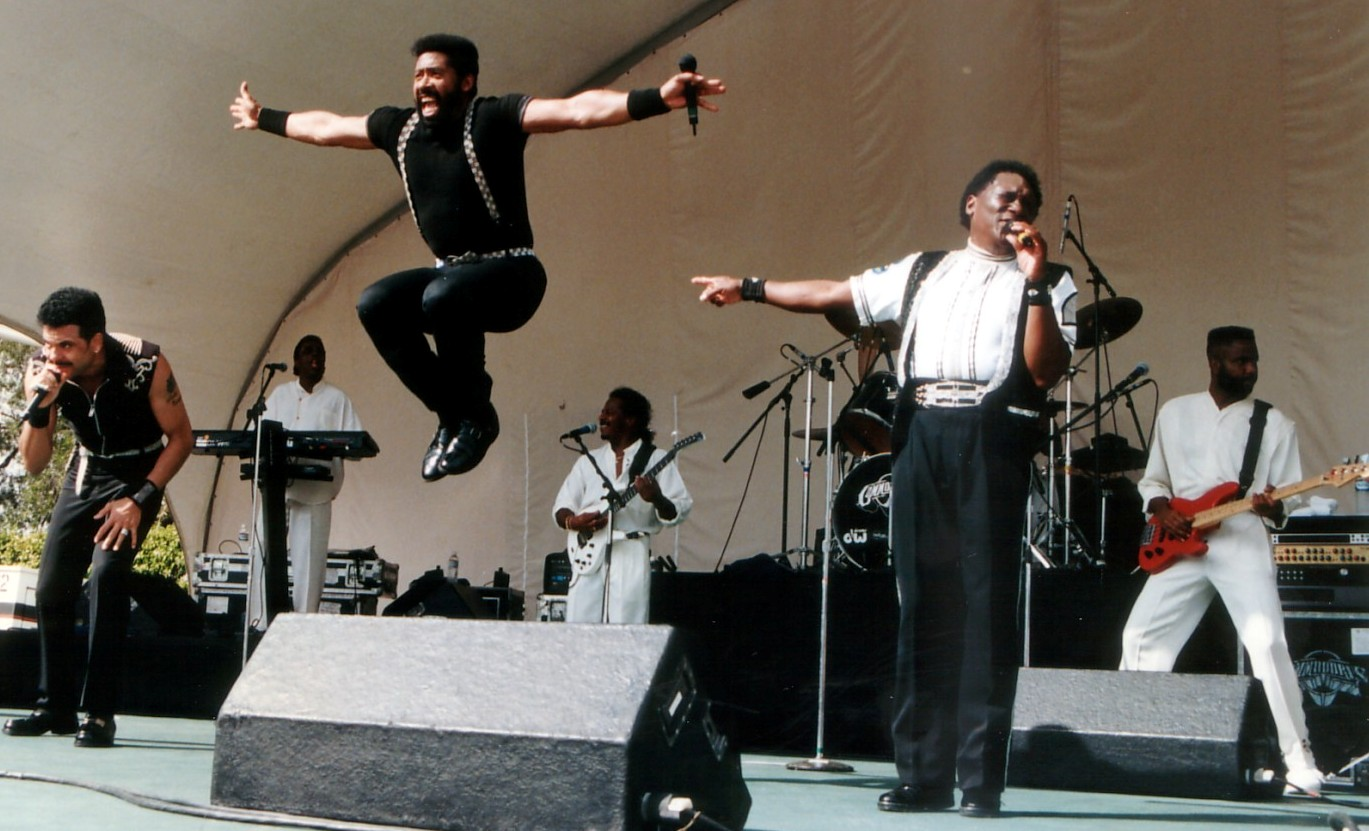

### Álbumes
En estudio
- Machine Gun (1974) #138 U.S.
- Caught in the Act (1975) #26 U.S.
- Movin' On (1975) #29 U.S.
- Hot on the Tracks (1976) #12 U.S.
- Commodores (1977) #3 U.S.
- Natural High (1978) #3 U.S., #8 UK
- Midnight Magic (1979) #3 U.S., #15 UK
- Heroes (1980) #7 U.S., #50 UK
- In the Pocket (1981) #13 U.S., #70 UK
- Commodores 13 (1983) #103 U.S.
- Nightshift (1985) #12 U.S., #13 UK
- United (1986) #101 U.S.
- Rock Solid (1988) #101 U.S.
- Commodores Christmas (1992)
- No Tricks (1993)

En vivo
- The Commodores Live! (1977) #3 U.S., #60 UK

### Sencillos
Canción || Año || U.S. Hot 100 || U.S. R&B chart || UK singles || Álbum
- "Machine Gun" (1974) #22 #7 #20 Machine Gun
- "I Feel Sanctified" (1974) #75 #12 - Machine Gun
- "Slippery When Wet" (1975) #19 #1 - Caught In The Act
- "Sweet Love" (1976) #5 #2 - Movin' On
- "Just To Be Close To You" (1976) #7 #1 #62 Hot On The Tracks
- "Fancy Dancer" (1977) #39 #9 - Hot On The Tracks
- "Easy" (1977) #4[4] #1 #9[5] Commodores
- "Brick House" (1977) #5 #4 - Commodores
- "Too Hot Ta Trot" (1978) #24 #1 - The Commodores Live!
- "Three Times A Lady" (1978) #1 #1 #1 Natural High
- "Flying High" (1978) #38 #21 #37 Natural High
- "Sail On" (1978) #4 #8 #8 Midnight Magic
- "Still" (1979) #1 #1 #4 Midnight Magic
- "Wonderland" (1980) #25 #21 #40 Midnight Magic
- "Old-Fashion Love" (1980) #20 #8 - Heroes
- "Heroes" (1980) #54 #27 - Heroes
- "Lady (You Bring Me Up)" (1981) #8 #5 #56 In The Pocket
- "Oh No" (1981) #4 #5 #44 In The Pocket
- "Why You Wanna Try Me" (1982) #66 #42 - In The Pocket
- "Painted Picture" (1982) #70 #19 - All The Greatest Hits
- "Only You" (1983) #54 #20 - Commodores 13
- "Nightshift" (1985) #3 #1 #3 Nightshift
- "Animal Instinct" (1985) #43 #22 #74 Nightshift
- "Janet" (1985) #87 #65 - Nightshift
- "Goin' To The Bank" (1986) #65 #2 #43 United

## Premios y reconocimientos
The Commodores fueron incluidos en el Salón de la Fama del Rock en 2003.
apariciones especiales ::::: películas
```
aparición especial en la película Thank God It's Friday 1978
```